# 告魯士
告魯士（約1929年—2007年12月25日），葡萄牙裔香港人，香港業餘賽馬時期騎師，綽號「盲俠」。兩子告達理及告東尼均曾任職騎師及練馬師。

## 生平
告魯士是香港業餘賽馬時期的騎師，綽號「盲俠」。其騎師生涯可追溯至1950年代後期，正職則是滙豐銀行職員。告魯士之妻來自羅沙家族，該家族亦為香港、澳門馬圈中人。
1960年賽季末獲得連勝十場的「黑牌大師傅」騎師資格。
1965年於華商會所盃賽策騎「寶馬」獲勝。
1970年於五陵會盃策騎「信用」獲勝。
1973-74年賽季退役。
2007年12月24日晚告魯士於九龍塘寓所感到身體不適，送往伊利沙伯醫院救治，至25日不治離世，享年78歲。

## 家族
告魯士臨近退役時，香港進入職業賽馬時代，告魯士的次子告東尼接受訓練成為第一代職業騎師，長子告達理則於1979年成為騎師，兩子退役後均轉職練馬師。告達理的兩名兒子Trevor及Martin亦於2015年開始在澳洲擔任練馬師。